# Оршанская улица (Москва)
Орша́нская у́лица (с 1961 года до 1984 года — Орши́нская у́лица) — улица в Западном административном округе города Москвы на территории района Кунцево.

## История
Улица получила современное название в 1984 году, до переименования носила название Орши́нская у́лица, полученное в 1961 году. И современное, и историческое название даны по городу Орша Витебской области Беларуси в связи с расположением на западе Москвы.

## Расположение
Оршанская улица проходит от Ярцевской улицы (которая в будущем войдёт в состав Северо-Западной хорды) на северо-запад до улицы Академика Павлова. Нумерация начинается от Ярцевской улицы.
В 1960-е—1980-е годы по пустырю параллельно и южнее Оршанской улицы проходил последний открытый участок реки Фильки (правого притока Москвы-реки), текущей из коллектора под улицей Академика Павлова в восточном направлении и уходящей, после поворота на север, в коллектор под Оршанской улицей, южнее кинотеатра «Брест» на Ярцевской улице.

## Примечательные здания и сооружения
По нечётной стороне:
- д. 3 — корпуса Московского авиационного института (бывший Российский государственный технологический университет имени К. Э. Циолковского).

По чётной стороне:
- д. 14 — Московский дипломатический кадетский корпус, Кадетская школа-интернат № 11
- д. 16 — Городская клиническая больница № 72 Департамента здравоохранения города Москвы (закрыта)

## Транспорт

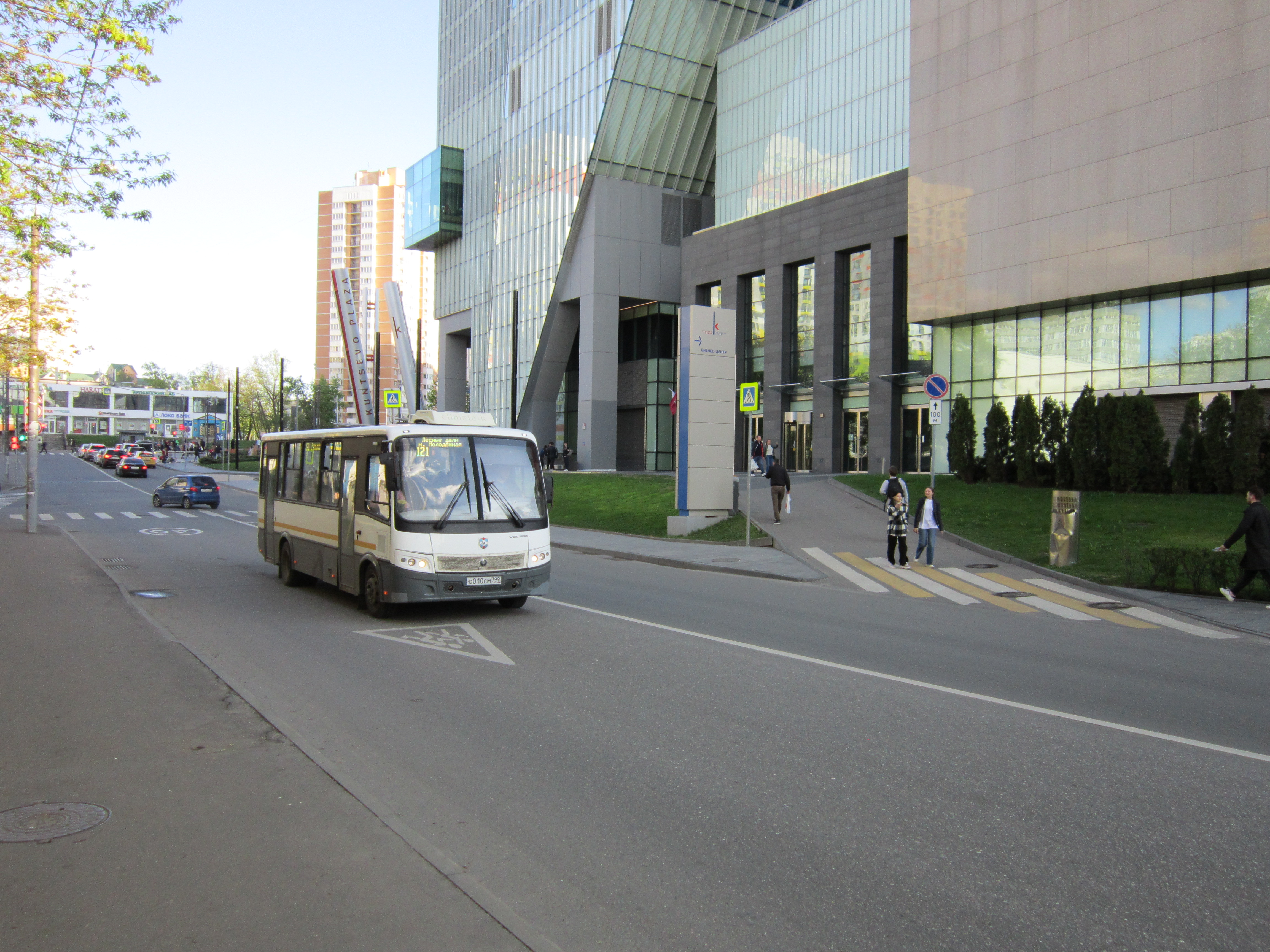
ПАЗ-320412-04 «Вектор» ООО «Краслайн» в начале улицы, рядом с ТРК «Кунцево Плаза»

### Автобус
- 127, 127к, 251, 251к, 626: от Ярцевской улицы до улицы Академика Павлова и обратно.
- 660: только в сторону от улицы Академика Павлова до Ярцевской улицы.

Также улицу обслуживают маршруты транспорта Московской области № 121, 150, 536.

### Метро
- Станция метро «Молодёжная» Арбатско-Покровской линии — у юго-восточного конца улицы, на площади Академика Петрова на пересечении Ярцевской и Ельнинской улиц.